# Петід
Петід (рум. Petid) — село у повіті Біхор в Румунії. Входить до складу комуни Кочуба-Маре.
Село розташоване на відстані 402 км на північний захід від Бухареста, 41 км на південь від Ораді, 116 км на захід від Клуж-Напоки, 124 км на північний схід від Тімішоари.

## Населення
За даними перепису населення 2002 року у селі проживали 674 особи.
Національний склад населення села:
| Національність | Кількість осіб | Відсоток |
| -------------- | -------------- | -------- |
| румуни         | 666            | 98,8%    |
| цигани         | 5              | 0,7%     |

Рідною мовою назвали:
| Мова      | Кількість осіб | Відсоток |
| --------- | -------------- | -------- |
| румунська | 666            | 98,8%    |
| циганська | 5              | 0,7%     |